# 坂室賢一
坂室 賢一（さかむろ けんいち、1983年2月22日 - ）は、日本・石川県出身の音楽家、作詞、作曲、編曲家、音楽プロデューサー、無期限活動休止中のポップスデュオHAYABUSAのメンバー。

## 提供した主な楽曲
- TWICE
  - 「Fanfare」（共作曲・共編曲）
- 日向坂46
  - 「Instead of you」(共作曲)
- SKE48
  - 「Speak honestly」(共作曲)
- 僕が見たかった青空
  - 「恋は倍速」(共作曲)
- 王林
  - 「Play the Game」（共作曲・編曲）
- 末吉秀太(AAA)
  - 「Paradise」（共作曲・編曲）
- 高野洸
  - 「Can't Keep it Cool」（共作曲・編曲）
  - 「WARNING」（共作曲・編曲）
- ONEPIXCEL
  - 「Slow Motion」（共作曲・編曲）
- チーム・ハンサム!
  - 「ガールフレンド」（共作曲）
- カミングフレーバー
  - 「We are カミフレ!!!!!!!」（共作曲・編曲）
- 森カリオペ
  - 「soul food」（共作曲・編曲）
- Raon×DAZBEE
  - 「ECLIPSE」（共作曲・共編曲）
- Phoebus Ng
  - 「BAD」（共作曲・編曲）

### 旧ジャニーズ事務所関連
- KinKi Kids
  - 「My only one」（共作曲・編曲）
- KAT-TUN
  - 「FUNtastic」（共作詞）
  - 「Diamond Sky」（共作曲・編曲）
- Hey! Say! JUMP
  - 「BANGER NIGHT」（共作曲・編曲）
  - 「Virtual Butterfly」- Hey! Say! 7（共作曲・編曲）
  - 「真夜中のシャドーボーイ 〜SENSE or LOVE Remix〜」（編曲）
  - 「ウラオモテ」（共編曲）
  - 「SENSE or LOVE OVERTURE」（共作曲）
  - 「ニューヨークBGM」（作曲）
  - 「MANTRAオープニングBGM」（作曲）
  - 「Dirty Innocence」（共作詞・共作曲・共編曲）
  - 「DARK HERO」（共作曲）
- timelesz
  - 「Believe my dream」（共作曲）
  - 「My sweet heart My sweet love」（共作曲・編曲）
  - 「約束」（共作詞・共作曲）
  - 「timeless」（共作曲）
- A.B.C-Z
  - 「Fire in Love」（作詞・作曲）
  - 「Crazy about you」 - 橋本良亮（共編曲）
  - 「チートタイム」（作詞）
  - 「空」（共作曲）
  - 「GET DOWN BABY」（共作曲）
- WEST.
  - 「想イ、フワリ」（共作曲）
  - 「We Can!!」（共作曲）
  - 「Born To Be Wild」（共作曲）
  - 「We’re the one」（共作詞・共作曲）
- King & Prince
  - 「Memorial」（作詞・共作曲・共編曲）
  - 「風に乗れ」（共作曲・編曲）
  - 「Super Duper Crazy」（共作曲）
  - 「描いた未来 〜たどり着くまで〜」- Prince（作詞）
  - 「&LOVE」（作詞・共作曲）
  - 「No Limit Tonight」（共作曲・編曲）
  - 「Heart & Beat」（共作詞・共作曲・編曲）
  - 「ユメラブ(You,Me,Love)」（共作詞・共作曲・共編曲）
  - 「Lost in Love」- 永瀬廉、高橋海人、岸優太（共作曲・編曲）
  - 「That's Entertainment」（共作詞・共作曲）
  - 「かた結び」（共作詞・共作曲）
  - 「plan d」（共作曲）
- Snow Man
  - 「ばきゅん」（作曲・編曲）
  - 「オトノナルホウヘ (渡辺翔太ソロ)」（共作詞・共作曲）
  - 「スタートライン」（共作詞・共作曲）
  - 「KATANA」（共作曲・編曲）
  - 「クラクラ」（共作詞・共作曲・共編曲）
  - 「Gotcha!」（共作詞・共作曲）
  - 「Brand New Smile」（共作詞・作曲・編曲）
  - 「This is LOVE」（共作詞・共作曲・共編曲）
  - 「Delicious!!!」（共作曲・編曲）
  - 「GRATITUDE」（作詞・共作曲・編曲）
  - 「終わらないMemories」（共作曲・共編曲）
- SixTONES
  - 「WHIP THAT」（共作曲・編曲）
- なにわ男子
  - 「Doki it」（作詞・共作曲）
  - 「Love Triangle」（作詞・共作曲）
  - 「change」（共作詞・共作曲）
  - 「SATISFACTION」（共作曲・共編曲）
  - 「F.L.E.X」（作詞・作曲・編曲）
  - 「Make Up Day」（作詞・共作曲）
  - 「ねぇ」（共作詞・共作曲・共編曲）
  - 「#MerryChristmas」（作詞・共作曲）
  - 「Special Kiss」（共作詞・共作曲）
  - 「The Answer」（共同作詞・共作曲）
- 関西ジュニア
  - 「LET ME GO!」（共作曲）
- Travis Japan
  - 「Together now」（共作曲）
- HiHi Jets
  - 「CEO」（共作曲）
- AmBitious
  - 「Reach for the sky」（共作曲）
- 少年忍者
  - 「Amazing Summer」（作詞・共作曲）
- Lilかんさい
  - 「また君が好き」（共作曲）
- DREAM BOYS 2019
  - 「Walking To The End」（共作曲）
- 虎者 -NINJAPAN-
  - 「悪～DARK HERO～」（作曲）
- 夢見る白虎隊
  - 「走れ今を」（共作曲）